# Rodney Wagner
Rodney Wagner, född 30 juli 1955, är en australisk bågskytt. Han deltog vid olympiska sommarspelen 1988.